# James Jones (piłkarz)
James Henry Jones (ur. 18 listopada 1873 w Camberwell w Londynie, zm. 27 grudnia 1955 w Hove) – brytyjski piłkarz. Jako zawodnik Upton Park F.C. reprezentował Wielką Brytanię na Letnich Igrzyskach Olimpijskich 1900 w Paryżu, z którą zdobył złoty medal. 
Do Upton Park dołączył w 1896 przechodząc z Tunbridge Wells. W klubie również był odpowiedzialny za organizację wyjazdów kontynentalnych. Pracował również w rodzinnej firmie Samuel Jones & Co., produkującej papier samoprzylepny i gumy na znaczki pocztowe.   
Na igrzyskach Upton Park rozegrało jedno spotkanie, przeciwko reprezentującemu Francję Union des Sociétés Françaises de Sports Athlétiques (USFSA). Mecz zakończył się rezultatem 0:4 dla Brytyjczyków.   